# 譚慶林
譚慶林（1878年—？）字英甫，山東省泰安府泰安县人，中華民国军事将领。

## 生平
譚慶林早年任直隷口北鎮守使兼察哈爾軍務幇办。1922年（民国11年）5月一度护理（任下級職位者代行上级職務）察哈爾都統。1924年（民国13年）第二次直奉战争中，他任直系的討逆援軍第10路司令、討逆軍独立騎兵前敵总指揮。直系败于奉系后，譚慶林于1926年（民国15年）投降山西省的閻錫山。
結果，譚慶林跟随閻錫山投向了国民政府。1927年（民国16年）7月，譚慶林被任命为国民革命軍第8軍軍長。此後，譚慶林历任国民政府軍事委員会委員、軍事参議院参議。1935年（民国24年）1月，获授陸軍中将銜。
此后，譚慶林的生平不详。